# Bergtjärnen (Skinnskattebergs socken, Västmanland)
Bergtjärnen är en sjö i Skinnskattebergs kommun i Västmanland och ingår i Norrströms huvudavrinningsområde. Sjöns area är 0,03 kvadratkilometer och den är belägen 175 meter över havet.